# 飛んで火に入る夏の令嬢
「飛んで火に入る夏の令嬢」（とんでひにいるなつのれいじょう）は、シブがき隊の楽曲で、20枚目のシングル。1986年6月1日に発売。

## 解説
1986年4枚目のシングル。
同年7月発売のアルバム『情熱的新世界 -PASSIONATE PARADISE-』には、「三歩下がって令嬢の影踏まず」が本作と同じ作詞：森雪之丞・作曲：山梨鐐平の手による楽曲が収録されている。

## 収録曲
1. 飛んで火に入る夏の令嬢
  - 作詞：森雪之丞　作曲：山梨鐐平　編曲：中村哲
2. 幸福のワンウェイ・チケット
  - 作詞：売野雅勇　作曲：井上大輔　編曲：鷺巣詩郎